# Szabó Emília
Szabó Emília (Miskolc, 1986. március 15. –) magyar színésznő.

## Életpályája
Előbb a miskolci Fazekas Utcai Általános Iskola és Zeneiskolába járt, majd a Zrínyi Ilona Gimnázium drámatagozatán érettségizett. 2008-ban végzett a Színház- és Filmművészeti Egyetemen. 2008-2011 között az egri Gárdonyi Géza Színház tagja, 2011-2012 között szabadúszó volt. 2012-2014 között a budapesti Bárka Színház, majd 2014-2018 között a tatabányai Jászai Mari Színház színésznője volt. 2018-2019 között a kecskeméti Katona József Színház tagja volt. 2024-től a József Attila Színház színésznője.

## Főbb színházi szerepei
- Peter Shaffer: BLACK COMEDY - Carol Melkett
- Spiró György: AZ IMPOSZTOR - Pięknowska
- Várkonyi Mátyás – Miklós Tibor: SZTÁRCSINÁLÓK - Ulrica
- Robert Thomas: NYOLC NŐ - Suzon
- Martin McDonagh: A KRIPLI - Helen
- Arthur Miller: A SALEMI BOSZORKÁNYOK - Abigail Williams, Parris unokahúga
- Nyikolaj Erdman: AZ ÖNGYILKOS - Raisza
- Presser Gábor — Sztevanovity Dusán: A PADLÁS - Kölyök, naiv szellem, 530 éves
- William Shakespeare: VÍZKERESZT, VAGY AMIT AKARTOK - Viola, fiatal nemes lány
- Anton Pavlovics Csehov: SIRÁLY AVAGY 80 KILÓ SZERELEM - Nyina, Trepljov szerelme
- Hadar Galron: MIKVE - Tehila
- Robert Harling: ACÉLMAGNÓLIÁK - Shelby Eatenton-Latcherie, a világ legcsinosabb lánya
- Szentivánéji álom – Titánia
- Vadméz – Szofja Jegorovna
- Chicago – Roxie Hart
- Olympia – Olympia
- Közelebb – Alice
- Lili bárónő – Lili

## Filmes és televíziós szerepei
- Marsra magyar! (2023–2024) – Marsi Enikő
- A hentes (2021) – Bölcsei Ancsa
- Apatigris (2021) – Klári
- Mellékhatás (2020) – Drovrácskó Noémi

## Szinkronszerepei
- League of legends – Evelynn

## Díjai
- Jászai Gyűrű-díj (2015)
- Az évad legjobb színészének járó díj (2017) – tatabányai Jászai Mari Színház[8]